# Pietrapertosa
Pietrapertosa község (comune) Olaszország Basilicata régiójában, Potenza megyében.

## Fekvése
A megye keleti részén fekszik. Határai: Accettura, Albano di Lucania, Campomaggiore, Castelmezzano, Cirigliano, Corleto Perticara, Gorgoglione és Laurenzana.

## Története
A települést valószínűleg az i.e. 8. században alapították a pelasgoszok. A Nyugatrómai Birodalom bukása után a bizánciak fennhatósága alá került. A 9. században a szaracénok foglalták el és építettek egy várat, amit a későbbiekben a normannok uralkodása idején kibővítettek.

## Népessége
A népesség számának alakulása:

## Főbb látnivalói
- San Rocco-templom
- San Cataldo-templom
- Madonna del Rosario-kápolna
- San Francesco-kolostor
- San Giacomo Maggiore-templom